# Lanrelas
 Lanrelas (en bretó Lanrelaz) és un municipi francès, situat a la regió de Bretanya, al departament de Costes del Nord. L'any 1999 tenia 868 habitants.

## Demografia
| 1962                                       | 1968  | 1975  | 1982  | 1990 | 1999 |
| ------------------------------------------ | ----- | ----- | ----- | ---- | ---- |
| 1.140                                      | 1.234 | 1.126 | 1.061 | 916  | 868  |
| Des de 1962: població sense dobles comptes |       |       |       |      |      |

## Administració
| Període   | Identitat    | Partit |
| --------- | ------------ | ------ |
| 2001-2008 | Annick Amice |        |
| 2008-     | Michel Hauss |        |